# Lipton Challenge Cup
La Coppa Lipton (in inglese Lipton Challenge Cup) era un torneo di calcio a cui partecipavano squadre della Campania e della Sicilia.
Il regolamento prevedeva che la prima squadra che fosse riuscita a vincere cinque edizioni della manifestazione, si sarebbe aggiudicata definitivamente il trofeo. Riuscì a conquistare il titolo il Palermo Football Club nel 1915.

## Storia

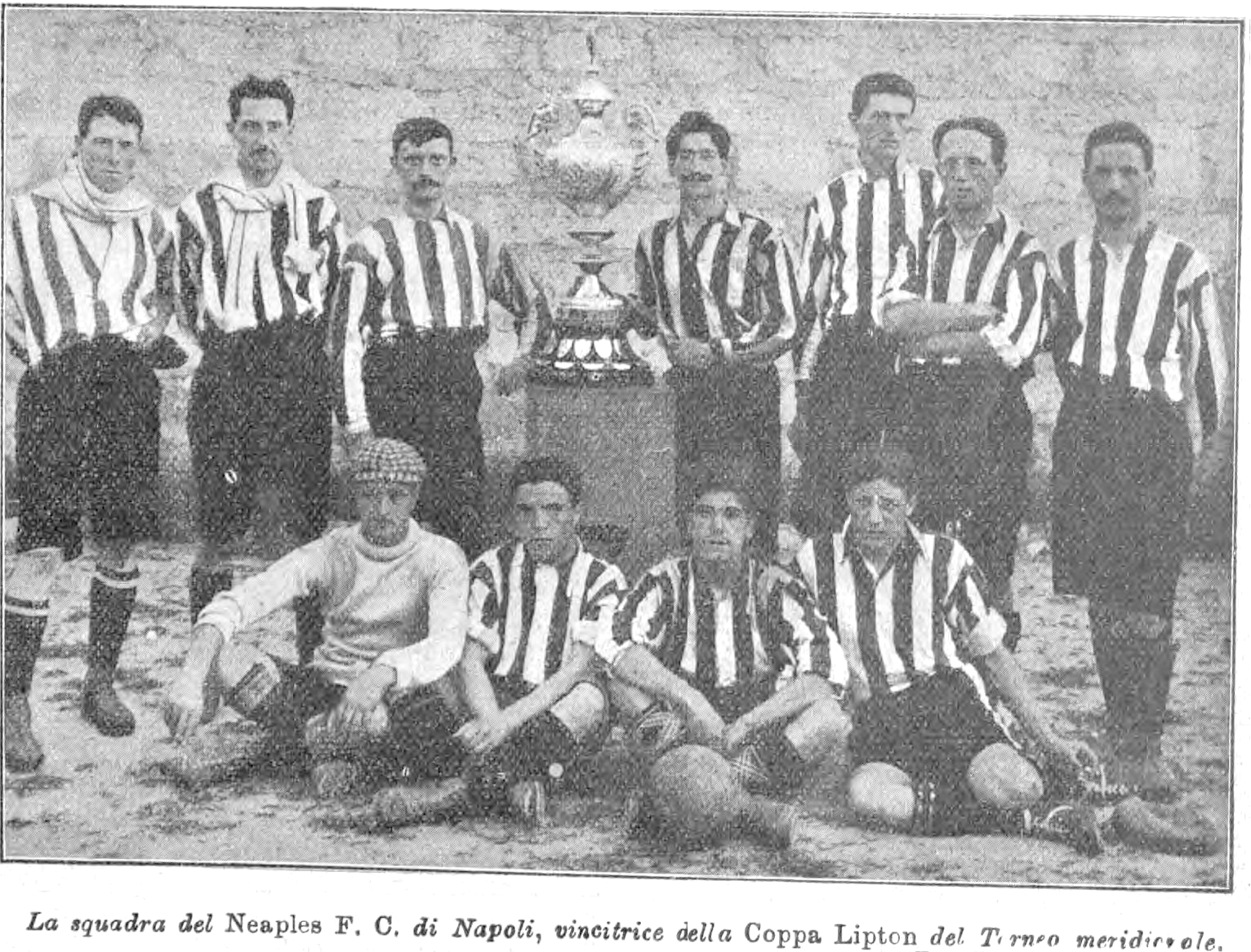
Il Naples vincitore della Coppa Lipton 1909.

Il torneo, che sostituì la Whitaker Challenge Cup, fu organizzato dal mercante scozzese del tè Sir Thomas Lipton. Il 30 aprile 1907 sbarcò a Palermo lo yacht di Lipton e già il giorno dopo si disputò una partita amichevole fra l'equipaggio dell'imbarcazione e la squadra del Palermo, vinta dai rosanero. Sir Lipton decise allora di regalare ai propri avversari un'imponente coppa d'argento, alta 80 cm e pesante ben 5 kg.
Non potendo recarsi in Italia ogni anno per contendere il trofeo, Lipton decise che la coppa sarebbe stata disputata annualmente fra una squadra siciliana e una campana, regioni dove egli riteneva d'aver incrociato le compagini migliori. La squadra che per prima avesse vinto cinque edizioni diverse avrebbe avuto il diritto di detenere definitivamente la coppa.
Il torneo si strutturava in una fase regionale e successivamente in una finale in partita unica fra le vincenti delle eliminatorie siciliane e campane. Se sul versante siciliano si affermò sempre il Palermo, dalla sponda campana si qualificarono i due maggiori club di Napoli: il Naples FootBall & Cricket Club e l'Unione Sportiva Internazionale Napoli. Oltre a questi club, parteciparono al torneo anche diverse altre squadre dell'epoca, come ad esempio il Messina Football Club (divenuto poi Garibaldi Messina).

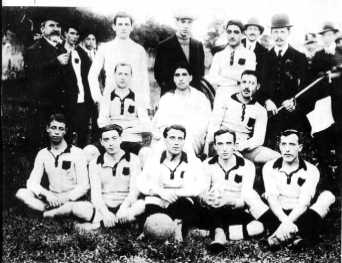
La formazione del Palermo nel 1910, nello stesso anno vincitrice della Coppa Lipton.

La coppa fu vinta dal Palermo, ma sul destino finale del trofeo non si hanno certezze: ufficialmente venne fuso durante la raccolta di metalli preziosi voluta dal regime fascista negli anni trenta, ma probabilmente alle autorità venne consegnata una semplice riproduzione. L'originale venne invece venduto a un qualche antiquario.
Nell'edizione del 1909, secondo alcune fonti avrebbero dovuto partecipare eccezionalmente al torneo anche i romani della Società Podistica Lazio i quali, dopo una prima adesione di massima, non vi presero mai parte. Sempre nella stessa edizione, avvenne un fatto curioso: l'incontro tra il Palermo e l'Ortigia Sport Club non si disputò come partita di Coppa Lipton, in quanto il regolamento vietava espressamente lo schieramento in campo di giocatori professionisti (cosa che l'Ortigia fece, venendo così squalificato), ma per venire incontro alla squadra aretusea che affrontò il lungo e dispendioso viaggio per Palermo, gli fu permesso di disputare ugualmente la partita come amichevole, vinta 4-3 dai rosanero.

## Albo d'oro
Sui risultati esatti degli incontri non si hanno certezze, in alcuni casi infatti si hanno fonti discordanti.
| Anno | Vincitore      | Finalista                | Risultato |
| 1909 | Naples FBC     | Palermo F.B.C.           | 4-2       |
| 1910 | Palermo F.B.C. | Naples FBC               | 4-1       |
| 1911 | Naples FBC     | Palermo F.B.C.           | 3-2       |
| 1912 | Palermo F.B.C. | Naples FBC               | 6-0       |
| 1913 | Palermo F.B.C. | US Internazionale Napoli | 5-0       |
| 1914 | Palermo F.B.C. | Naples FBC               | 2-1       |
| 1915 | Palermo F.B.C. | US Internazionale Napoli | 2-1       |